# Vrhovo pri Žužemberku
Vrhovo pri Žužemberku este o localitate din comuna Žužemberk, Slovenia, cu o populație de 27 de locuitori.